# Castello Malvasia
Il castello Malvasia si trova a Panzano, frazione di Castelfranco Emilia, in provincia di Modena.

## Storia

### XVI e XVII secolo
Vennero apportate modifiche alla struttura fortificata medievale che la trasformarono in un nucleo aziendale e residenziale dalle caratteristiche rinascimentali. Erede di Comelio seniore insieme ai fratelli Ercole e Giulio, nel 1593 monsignor Innocenzo aveva rilevato l'eredità di quest'ultimo, predisponendo le condizioni per dare inizio ai lavori documentati a partire dal 1599. Provvide innanzi tutto a ristrutturare l'area, rettificando il corso del canal Torbido che da allora scorre a est delle mura e portando il mulino, dapprima all'interno del castello nel secondo cortile, nell'attuale posizione sul lato meridionale. Chiamato poi a Roma per disimpegnare i suoi doveri di ecclesiastico, il prelato dopo il 1600 fece soltanto sporadiche apparizioni a Panzano e affidò la ristrutturazione del castello alla sorella Isabella. La prima a essere conclusa fu la porzione abitativa padronale dalla parte del canal Torbido, a cui fece seguito la realizzazione di una torre, presumibilmente quella posta a sud, terminata nel 1612. La fase essenziale della struttura poteva dirsi invece conclusa fin dal 1609, anche se i lavori procedevano ancora quando, alla morte di monsignor Innocenzo, avvenuta proprio nel 1612, gli subentrò il fratello Ercole che diede nuovo impulso alla fabbrica con l'esecuzione delle opere di decorazione interna, in particolare quella della cappella in cui volle fosse ritratto il fratello Innocenzo. La morte, che lo colse nel 1619, pose il suggello alla prima fase di conversione dell'immobile che, posta in essere da Napoleone seniore, da monsignor Innocenzo e dal fratello Ercole, sarà poi conclusa definitivamente dal figlio di quest'ultimo, il marchese Cornelio.
Generale dell'artiglieria estense, Cornelio Malvasia amò soggiornare lungamente a Panzano e dopo la morte di Alfonso IV d'Este vi prese stabile dimora. Appassionato di astronomia, intorno al 1650 fece costruire un munito osservatorio proprio nella torre centrale del castello; e qui compirono le loro osservazioni alcuni dei più illustri astronomi del tempo, fra i quali Gian Domenico Cassini e Geminiano Montanari, già suoi compagni di studi. E anche il duca Francesco I, che si dilettava di astronomia, si recò spesso a Panzano per prendere parte alle attività e visionare gli strumenti di cui era dotata la specola: fu qui che nel 1652 assistette all'osservazione della cometa, apparsa poco prima del natale, e studiata dal Malvasia e dal Corsini con strumenti nuovi appositamente costruiti.
Altra opera intrapresa da Cornelio fu l'edificio comprendente il convento, la chiesa, la sagrestia e le celle per i frati cappuccini, fatto erigere fra l'orto ed il giardino: e non di rado egli stesso si ritirava qui in preghiera e meditazione.

### XVII e XIX secolo
Al termine dei lavori di trasformazione dell'antica struttura, di cui peraltro manteneva alcuni elementi fondamentali quali le torri, le merlature e le feritoie, era compiuto il nuovo assetto residenziale all'interno di una vasta azienda funzionale alla produttività agricola: era, come afferma il Capelli, una tipologia di transizione dall'architettura fortificata alla residenza nobiliare di campagna.
Il palazzo-castello conservava alcune caratteristiche tipologiche di epoca feudale, ma rispecchiava anche i mutati intendimenti di una borghesia cittadina trasferitasi nel contado con precisi interessi legati all'attività agricola; ed essenziale alla sua conformazione risultava anche il canal Torbido presso cui il complesso aziendale era stato ricomposto. Le sue acque, oltre che alimentare le varie attività dell'azienda (mulino, frantoio, segheria, peschiera, cartiera), costituivano in alternativa un'importante via di comunicazione attraverso la quale le merci prodotte in loco raggiungevano Bomporto, e da qui Venezia. Dal 1735, si procedette infatti prima alla demolizione del torrazzo seicentesco fatto costruire da monsignor Innocenzo e quindi al rifacimento del prospetto che nel 1745 non era ancora completato. Il risultato dell'opera intrapresa è visibile in un'incisione settecentesca conservata presso la Biblioteca Comunale dell'Archiginnasio di Bologna, in cui si possono ammirare il rinnovato ingresso meridionale, la torre osservatorio centrale e quella a nord ancora scoperta. Cesare, del ramo bolognese dei Malvasia, provvide quindi a ricavare nuovi appartamenti con la sopraelevazione di un'ala della corte interna padronale, in cui furono ricavati lo splendido salone dirimpetto al giardino e tre stanze finemente decorate. Il figlio Giuseppe, a cui si deve la riedificazione della chiesa di Panzano nel 1787, completò la struttura castellana facendo costruire un nuovo corpo di fabbrica nella zona settentrionale che servì a congiungere il conventino di Cornelio alla corte padronale e da utilizzare quale stalla, fienile e depositi; nel 1775 fu infine interrata la peschiera realizzata nel XVI secolo. Impegnato soprattutto nelle vicende politiche bolognesi, il senatore Giuseppe utilizzò scarsamente la struttura edilizia di Panzano, tanto che durante la seconda metà del Settecento provvide a diverse affittanze, fra le quali è curioso ricordare quella concessa agli alunni del Collegio San Carlo di Modena che vi furono ospitati durante due villeggiature estive. Nessun altro consistente intervento si realizzò fino al 1867, quando, con la morte di Marc'Antonio, la presenza dei Malvasia a Panzano si concluse.

### XX secolo
Il palazzo passò per testamento alla famiglia Frosini per avere Eleonora, sua figlia, sposato il marchese Alessandro di quella casata. Dopo poco più di un decennio l'immobile fu venduto ai Larco di Genova che lo alienarono al marchese Giuseppe Negrotto, marito di Francesca Larco.
Fu questi assiduo inquilino del castello fino al 1909 e si occupò non solo della tenuta agricola, ma rivolse la propria attenzione soprattutto al palazzo. Fece decorare di nuovo le sale in cui abitualmente risiedeva, specie il salone a piano terreno, vicino alla cucina, dove tuttora si ammirano sul soffitto alcune immagini a soggetto marinaresco, fra le quali si riconosce la lanterna, che simboleggia la sua città di origine.
Nell'estate del 1899, però, avvenne un episodio che doveva cambiare l'aspetto estetico del castello: la torre centrale, quella adibita a specola dal conte Cornelio, crollò all'improvviso, gravata dal peso dei sacchi di grano ivi immagazzinati; fu risparmiata miracolosamente la famiglia Negrotto, appena transitata in carrozza attraverso l'arco sottostante per recarsi al consueto appuntamento mattutino con la messa.
Dai Negrotto la tenuta passò al cavalier Giovanni Lombardini e da questi, nel 1917, a Giovanni Orlandini, che ne fu proprietario per lunghi anni contraddistinti da pesante incuria verso il palazzo e dai danni conseguenti al secondo conflitto mondiale.
L'attuale proprietà ha riportato le corti interne al loro aspetto tipico e ha provveduto alle manutenzioni rese improcrastinabili dai tanti anni di trascuratezze; ma soprattutto ha aperto la residenza a manifestazioni culturali che offrono periodicamente la possibilità a studiosi ed appassionati di godere almeno per qualche tempo di una struttura tanto suggestiva e adagiata in un ambiente riportato alla sua originaria bellezza.
L'intero edificio storico è di proprietà di Mario Righini, e conserva al suo interno una delle collezioni di auto antiche fra le più importanti a livello mondiale.